# 中国人口史
中国人口史介绍中国的人口历史。虽然在中国历史上，从周宣王时期就有人口调查，在战国前期就有详细的人口统计，可惜没有文献资料流传下来，加之各种原因的影响，人口数据多不精确。但自班固编纂《汉书》开始，之后历代16本正史中的《地理篇》大多有人口记载，均为研究人口变迁的珍贵资料。
從古至今中国人口一直保持世界人口较大的比例（十分之三到四分之一），但不一定保持在首位。清代19世纪上半叶中国人口约占全世界人口的三分之一。目前中国人口占全世界的五分之一，但因四十年的強制计划生育，新生儿数量仅占全世界的十分之一。1959年到1961年的三年大饥荒时期，中国大陸.被认为曾一度出现人口负增长的情况。

## 人口資料估算的偏差可能
本條目人口资料多见于正史中记录的纳赋人口官方文獻為主來源，但是由于因为暴政和自然灾害造成的流民等原因，有为数不少的人口并不见于正史的记录，而且有很多僧尼、道士、奴婢、部曲等有些時代會略過并不归于此类，造成统计上偏差。在战争期间，朝廷和官府对地方的控制不力，人民逃逸而形成流民，所以在统计遇到这种情况下的人口数据需要加入估算才更接近于真实。
最早人口資料《国语》记载，周宣王时就已有进行过人口调查的目前传世文献资料记载的最早记录。但真正详细的人口调查起源于战国初期，但当时的资料并没有流传下来。在战国末期（前230年），根据当时各国兵力及史料推算，各诸侯国人口約3,000至3,500万人。
葛剑雄主編的《中国人口史》一書中追索發現宋金之际，北方的人口损失高达总数的十分之四上下，金亡时人口下降了87%。並無任何型態的戰爭能造成如此大人的殺傷，即使是大規模現代武器的二戰已經有燃燒彈、原子彈大舉轟炸也遠不可能，另一例子明末的崇祯三年（1630年）至十七年（1644年）这14年人口损失达4000万，总人口由19250万下降至15250万，降幅达20.78%也多所怪異，也有一些數據是波動幅度詭異，宋代历史中也不乏有些和平时期户数在一年内骤然减少超过10%、而在接下来的时间里以极高的速度再次回弹的數據。
最大可能是古代人口統計制度的數據來源者使然，如漢朝時东海郡总人口达到140万人但正規官員才2203人管理一切事務，漢朝主要鼓勵地方傳統宗族擔任地方政府角色，甚至可以執法維護治安、審判糾紛等，官員只在最後階段背書即可，而人口統計工作也由豪族上報再由層層官員整理上承稱為「上計」，此一制度傳承甚久以至直到清朝許多人口依然以此法統計。而豪族常因各種理由隱瞞人口，例如稅務問題、知曉將有戰爭想避自身轄下被徵兵、對皇帝不滿等原因。《资治通鉴·卷212》曾紀載唐朝以宇文融清查户籍“凡得户八十余万”表明底層有隱匿人口達12%，而此次清查只是一小部分，尚無全面清查。又如宋初时由于前朝官吏多認定赵匡胤篡位夺权来位不正，故很多地方豪族并不配合上计，导致统计户籍数由后周262.6万减到宋初96.7万，直到宋朝勢力穩定對地方控制力加強後掃蕩了不滿的分子，戶數又快速恢復，並非「改朝換代有戰亂導致人口少了三分之二」這種明顯荒誕的解釋。

## 先秦时期
殷商时期（约前1600年—前1046年），《帝王世纪》曰：“殷因于夏，六百余载，其间损益，书册不存，无以考之。”（《续汉书·郡国志》刘朝注引），王育民先生推测为196万。
西周时期（约前1046年-前771年），《周礼·秋官司寇》记载：“及三年大比，以万民之数诏司寇及孟冬祀司之日，掀其数于王” 。《帝王世纪》载西周初年人口1，3714，923，“多禹十六万一千人”。《通典》卷七《食货·户口》中少1万。现代人测为285万。
春秋时期（前770年－前476年），《帝王世纪》记周庄王十三年（前684年）为1，1847，000。《通典》卷七《食货·户口》略同。现代人推测为1000万左右。
战国时期（前475年—前221年），是古代中国农业的快速发展和奠定后来农耕文明基础的时期。期间各诸侯国的人口快速成长，估计战国中期各诸侯国总人口达到约2,500至3,000万。
- 估计公元前1000年时的世界人口有5,000万。
- 估计公元前500年时的世界人口有1.0亿，阿契美尼德帝国此年有1,800萬人口。
- 估计公元前400年时的世界人口有1.62亿。
- 估计公元前340年的阿契美尼德王朝有1,870万人口。
- 估计公元前265年的印度孔雀王朝有2,650萬人口。
- 估计公元前200年时的世界人口有1.905億。

## 秦、汉

### 秦
秦始皇二十六年（前221年）最终完成统一六国，到末期（前207年），全国总人口大约为3600-4500万之间。估计此年的世界人口有1.9亿。
秦末民变和楚汉战争造成期间大量人口死亡，西汉开国人口约1500-1800万。

### 西汉
由于中国历史早期农业发展集中在黄河中下游流域地区，故当时全国人口分布格局为北多南少。
若以淮河、秦岭为界，那此时的华北人口超過85%，华南人口不足15%。人口数超过500万的司、豫、冀、兖、青、徐五州均位于黄河中下游地带，这五州的人口总数占全国的55%。首都长安周围人口密度达每平方公里1000人左右。人口数量在200万以下的有交、凉、朔方四州。益、荆、扬三州的主要人口分布在成都平原、南阳盆地、太湖平原和宁绍平原。
前202年，汉朝正式建立。估计西汉初人口在1,500萬到1,800万之间。
汉朝建立后由于奉行黄老政治、与民生息的政治措施，文景之治后到汉武帝元光六年时（前129年）达到3,600万，黄河中下游地区的人口在这六十年之中显著增长，出现了多年未有的繁荣富庶的景象。
从汉武帝元光六年（前129年）开始，因之后连年的战争和徭役赋税刑法日渐加重，使得自汉武帝中期开始，人口数出现了多年的停滞和下降，到汉武帝征和二年（前91年）只有3200万。之后昭宣中兴的休养生息使得汉武帝时期损耗的国力得以基本恢复，期间人口恢复增长。根据《汉书》记载：汉平帝元始二年（2年），有12,23,3062户，59,594,978人。
- 汉高祖元年（前202年）15,000,000人到18,000,000人之间
- 汉武帝元光六年（前129年）36,000,000人
- 汉武帝征和二年（前91年）32,000,000人
- 汉宣帝地节三年（前67年）40,000,000人
- 汉平帝元始二年（2年）12,366,470户，57,671,401人（一说：12,233,062户，59,594,978人[4]）

現今学者王育民估计实际人口至少65,000,000人。

### 新莽
王莽改制失败；加上自然灾害频发和天凤元年（14年）黄河下游改道，致使新莽天凤五年（17年）爆发绿林赤眉起义，之后烽火遍地，军阀割据和混战，造成期间黄河流域大量人口流徙或死亡，或为躲避战火向长江流域迁徙；新莽时期没有具体的人口调查。光武中兴后；华南地区人口升至全国四成。口数超过500万的有豫、荆、扬、益四州。南方人口增长的同时，北方大部分郡国人口减少。估计公元元年（1年）的世界人口为2.7227亿，此年的汉代人口占世界比例是21.18%。

### 东汉
- 汉光武帝建武元年(25年)时估计全国有人口2800万人
- 汉光武帝建武中元二年(57年)4,279,634户 21,007,820人[5]
- 汉明帝永平十八年(75年)5,860,573户 34,125,021人
- 汉章帝章和二年(88年)7,456,784户 43,356,367人[6]
- 汉和帝元兴元年(105年)9,237,112户 53,256,229人
- 汉安帝延光四年(125年)9,647,838户 48,690,789人
- 汉顺帝永和三年(138年)10,780,000戶 53,869,588人
- 汉顺帝永和五年(140年) 9,698,630户 49,150,220人
- 汉顺帝建康元年(144年)9,946,919户 49,730,550人
- 汉冲帝永嘉元年(145年)9,937,680户 49,524,183人，一说此年有10,677,401户，56,366,856人
- 汉质帝本初元年(146年)9,348,227户 47,566,772人[7]
- 汉桓帝永寿三年(157年)10,677,960户，56,486,856人[8][9]
- 汉灵帝光和七年(184年) 估计总人口有1,100万户，5,500万人
- 估计公元200年的世界人口为2.23亿；此年的东汉人口占世界比例的18.2%。
- 汉献帝建安二十二年(217年)估計有3,000,000戶，約15,000,000人。[2]

今学者王育民估计东汉人口最盛时远逾西汉人口最盛时的6,500万人。
估计公元164年的罗马帝国有人口6140万人。

## 三国、两晋、南北朝

### 三国
自汉灵帝光和七年（184年）二月黄巾之乱开始，进入长期的灾荒，瘟疫频发和战争频繁的祸乱时期，全国人口数量与分布格局发生重大变化。黄河流域屡遭战争，十室九空，人口或外迁避难或死亡。到蜀汉灭亡时（263年）人口数字根据传世文献资料记载，魏蜀吴纳税人口合计在820万人左右。根据上海复旦大学历史系教授葛剑雄主编的《中国人口发展史》的记录三国时代的人口是1600万—2000万之间。
- 魏元帝曹奂景元四年（263年），灭蜀之前，663,423户，4,432,881人。灭蜀之后，纳税户943,423户，5,372,881人。[10]
- 蜀汉昭烈帝刘备章武元年（220年），200,000户，900,000人。[11]
- 蜀汉后主刘禅炎兴元年（263年），民户280,000户，940,000人。此外，带甲将士102,000，吏40,000人，总计1,082,000人。[12]
- 吴大帝孙权赤乌五年（242年），523,000户，2,400,000人。[11]
- 吴后主孙皓天纪四年（280年），民户523,000户，2,300,000人。此外，带甲将士230,000，吏32,000人，总计2,567,000人。[13]

### 两晋
晋武帝太康元年（280年）灭吴，统一全国后，根据《晋书》记载，太康元年（280年）全国有2,459,840户，16,163,863人。
晋武帝太康三年（282年），载于史籍的户口数据为全国3,770,000户，约22,620,000人，此为晋朝户口最多时期。（一说：1885万人。）
在八王之乱后衰落的西晋王朝爆发了五胡乱华。
東晉建立后中原人民为躲避战火纷纷大量的南迁，一共有六次南迁高潮，累計合計遷入90萬，東晉因而设置大量侨州。
汉赵刘聪时（310年七月—318年），汉赵控制地区的诸胡户口大约有六十三万户，人口大约有三百一十五万人左右。估计此时的华北地区有700万人口，诸胡人口约有三百五十万人。此时的东晋有540万人口，全国合计1240万。
《十六国春秋》-前秦录记载前燕幽帝建熙十一年（370年）2,458,669户，9,987,935人。

### 南朝
南朝人口的传世文献资料，只有《宋书》记载宋孝武帝大明八年（464年）户口数为90.1769万户，517.4074万口。由于当时隐匿人口数量比较严重，这个数字并不真实。
南朝梁武帝大同五年（539年）有11,000,000人；到太清二年时（548年）有200万户，约12,000,000人，达到南朝人口峰值。
梁武帝太清二年（548年）9月爆发的侯景之乱造成江汉平原以东的长江下游地区：「千里絕煙，人跡罕見，白骨成聚，如丘隴焉」。
552年四月，祸乱结束后的南梁境内人口仅剩1,200,000人，自东吴以来的得到开发的长江下游地區的社会经济成果在历时三年零八个月的侯景之乱之中化为乌有。
直到陈霸先建立陈朝后到陈宣帝太建八年（577年）才达到600,000户，2,400,000人。

### 北朝
439年，北魏灭北凉，北朝开始。
- 北魏孝文帝太和九年（485年）实行均田制后到北魏孝明帝神龟三年时（520年）达到北魏人口峰值5,000,000户，约30,000,000人。[19]
- 至北魏于尔朱荣之乱后分裂时（534年），有3,375,368户。[20]
- 北齐幼主承光元年（577年）3,032,528户，20,006,880人。[21]
- 北周静帝大定年间（581年）4,622,528户，29,016,484人。[22]

現今学者王育民估计北魏最盛时的户口逾600万户。
- 估计公元450年的印度笈多王朝有人口3250万人。
- 估计公元500年的波斯萨珊王朝有人口800万人。
- 估计公元565年的东罗马帝国有人口1900万人。

## 隋、唐、五代

### 隋
- 隋文帝开皇元年（581年）建立隋朝，境内置于官府直接控制下的户口，计有690万户， 此外还有大量隐漏瞒报的人口户口。[23]
- 隋文帝开皇九年（589年）：约700万户，约4000万人。[24]）
- 隋文帝开皇十八年（598年）：约8,700,000户，44,500,000人。

隋朝通过吞并陈的户口，清查北周、陈留下的大量隐漏人口户口，在开皇年间达到870万户。
- 隋炀帝大業五年（609年）：8,907,546户，46,019,956人。[26]

### 初唐
- 唐高祖武德元年（618年）1,800,000户。
- 唐高祖武德五年（622年）200余万户。[27]
- 唐太宗貞觀初，没有达到300万户。[28]
- 唐太宗贞观十三年（639年）3,041,871户，12,351,681人。[29][30]
- 唐太宗貞觀十六年(642年) 16,000,000人。[31]
- 唐高宗永徽二年（651年）3,650,000戶。[32]
- 唐高宗永徽三年（652年）3,800,000户。[33]
- 唐中宗神龙元年（705年）6,156,141户；37,140,000人。[34]

### 盛唐
- 唐玄宗开元十四年（726年）7,069,565户，41,419,712人。[35]
- 唐玄宗开元二十年（732年）7,861,236户，45,431,265人。[35]
- 唐玄宗开元二十二年（734年）8,018,710户，46,285,161人。[36]
- 唐玄宗开元二十八年（740年）8,412,871户，48,143,609人。[37]
- 唐玄宗天宝元年（742年）8,525,763户，48,909,800人。[38]
- 唐玄宗天宝十三年（754年）9,069,154户，52,880,488人。[39]
- 唐玄宗天宝十三年（754年）9,619,254户，52,880,488人。[40]
- 唐玄宗天宝十四年（755年）8,914,709户，52,919,309人。[41]。不包括客户和各都护府管辖的人户，实际人口数应该超过6000万。
- 當時有大量人口户口被隐漏，史学家杜佑在《通典》中认为这一年的唐朝人口有1400万户左右[42]，人口数在7500万到8000万之间。
- 根据葛剑雄、冻国栋主编的《中国人口史》，唐朝的人口峰值应该是在唐玄宗天宝年间，有约1430万到1540万户，约7475万到8050万人。[43]
- 根据上海复旦大学历史学教授葛剑雄主编的《中国人口发展史》，唐朝的人口峰值应该是在唐玄宗天宝年间，人口数量大约在8,000至9,000万之间。

### 中唐
- 安史之乱结束后，人口分布格局发生重大变化。期间遭受战祸地区的人口大量死亡或南移。襄州人口增加120%，鄂州增加100%，苏州增加30%，泉州增加50%，广州增加75%。五代十国时期南方九国中，只有吴和吴越两国君主为南方本地人，南汉君主是早期移民后裔，其它六国的君主均为安史之乱后的移民。
- 南北人口分布格局从初唐时：华北占据75%,华南占据25%。到唐亡时：南北人口分布格局各占一半。此后的人口统计资料由于统计疏漏混乱不堪，所以准确度較低。
- 唐肃宗乾元三年（760年）2,933,174户，16,993,806人。只有169个州上报户口；不足安史之乱前的一半。
- 唐代宗广德二年（764年）2,933,125户，16,900,000人。[44]
- 唐德宗建中元年（780年）3,805,076户。（一说310余万）[45]
- 唐宪宗元和二年（807年）2,473,963户。[46]
- 唐宪宗元和十五年（820年）2,375,400户，15,760,000人。[47]
- 唐穆宗长庆年间（824年）3,944,595户。
- 唐敬宗宝历年间（826年）3,978,982户。
- 唐文宗开成四年（839年）4,996,752户。
- 唐武宗会昌五年（845年）4,955,151户。
- 唐宣宗大中十三年（859年）估计全国有33,000,000人。

### 晚唐
- 晚唐时期中央政府难以维系权力运作，加之藩镇割据日益严重，大量户籍被瞒报漏报，人口统计已严重失真。
- 唐哀帝天祐三年（907年）全国合计约20,000,000人。

### 五代十国
- 淮南后周世宗显德五年（958年），226,574户，南唐割江北地。
- 后周世宗显德六年（959年），2,309,812户。[48]
- 荆南（963年），142,300户。
- 湖南（963年），97,388户。
- 后蜀（965年），534,029户。
- 南汉（971年），170,263户。
- 南唐（975年），655,065户。
- 宋太祖开宝九年（976年），3,090,504户（主户）。[49]
- 清源（978年），151,918户。
- 吴越（978年），550,680户。
- 北汉（979年），35,250户。

## 宋、辽、西夏、金、蒙古

### 北宋、辽、西夏
注：宋代的人口统计数据是户数和成年男性数（人丁数）。
- 估计960年的五代十国人口总为二千万人。
- 宋太宗太平兴国四年（979年）灭北汉，完成统一，估计有7,737,209户。
- 宋太宗太平兴国五年（980年）全国有6,499,145户，总人口约3250万人。（据《太平寰宇记》所载）
- 宋太宗至道三年（997年）4,131,576户（主户）。
- 宋真宗咸平六年（1003年）6,864,160户，男口14,278,040人。[50]
- 宋真宗景德三年（1006年）7,417,570户；男口16,280,254。
- 宋真宗天禧四年（1020年）9,716,716户，男口22,717,272人。[51]
- 宋真宗天禧五年（1021年）6,039,331户（主户），实际8,677,677户。
- 宋仁宗景祐元年（1034年）估计大约有10,290,000户。
- 宋仁宗皇祐五年（1053年）10,792,705户。
- 宋仁宗嘉祐八年（1063年）12,462,531户，男口26,421,651人。[52]
- 宋英宗治平三年（1066年）14,181,486户，男口20,506,980人。[52]一说为12,917,221户。男口29,092,185人。[53]
- 宋神宗熙宁十年（1077年）14,245,270户，男口30,807,211人。[52]
- 宋神宗元丰六年（1083年）17,211,713户，男口24,969,300人。[54]
- 宋哲宗元祐元年（1086年）17,957,092户，男口40,072,606人。[52]
- 宋哲宗绍圣元年（1094年）19,120,921户，男口42,566,243人。[52]
- 宋哲宗元符三年（1100年）19,960,812户，男口44,914,991人。[52]
- 宋徽宗崇宁元年（1102年）20,264,307户，男口45,324,154人。[52]
- 宋徽宗大观四年（1110年）20,882,258户，男口46,734,784人。[55]

一说宋徽宗大观四年（1110年）有户2088万户，人口一亿1275万人。
- 据《辽史》记载及今人考订，辽国人口最多时的辽天祚帝乾统十年（1110年）有150余万户，约九百万人。

- 西夏人口最多时的西夏崇宗贞观十年（1110年）约有近三百万人；大理国最盛时有两百万人左右。

### 南宋、金
- 绍兴和议后（1141年），自靖康之变开始严重锐减的人口恢复增长。到金章宗泰和七年（1207年）时，宋、金、西夏、大理四国实际人口总数估计达到一亿四千万人。

南宋：
- 宋高宗绍兴三十一年（1161年）11,364,377户，男口24,202,301人。[56]
- 宋高宗绍兴三十二年（1162年）11,139,850户，男口33,112,327人。[57]
- 宋孝宗淳熙五年（1178年）12,976,123户，男口28,558,940人。[56]
- 宋光宗绍熙四年（1193年）12,302,873户，男口27,845,085人。[58]
- 宋宁宗嘉定十六年（1223年）12,670,801户，男口28,320,085人。[58]

一说宋宁宗嘉定十六年（1223年）有户1550万户，人口8060万人。
- 宋理宗景定五年（1264年）5,696,989户，男口13,026,532人。[59]
- 从1223年到1264年南宋的户口数据减少超过一半，四十年的时间人口不增反降，这与宋理宗（1224年-1264年在位）在位期间昏庸无道，横征暴敛有极大关系。[60]虽然1235年—1259年间蒙古军队入侵南宋，但只是长江北部的川陕四路﹑荆湖北路、淮南西路等地，而南宋人口主要集中在长江以南的地区[來源請求]，正是由于宋理宗在位四十年的严刑峻罚，苛征横敛造成了大量人口为逃避苛捐杂税逃亡。造成了史书记载的户口数损失过半的严重后果。

金朝：
- 金世宗大定元年（1161年）300余万户，大约19,650,000人。
- 金世宗大定二十七年（1187年）6,789,449户，44,705,086人，这是《金史》中的数据。[61]
- 金章宗明昌元年（1190年）6,939,000户,45,447,900人。[62]
- 金章宗明昌六年（1195年），女真、契丹、汉户为7,223,400户，48,490,400人。
- 金章宗泰和七年（1207年）7,684,438户，45,816,079人；一说8,413,164户，53,532,151人。后一组数据相对可靠一些。[63]
- 金朝的四次准确的人口统计，每户平均人口都在6人以上，金朝的户规模较大，和很多贵族以及猛安谋克户们使用大量奴仆有一定关系。[64]
- 吴松弟教授认为，1161年金朝境内有500万户，3300万人左右。

宋金合计：
- 估计1200年宋、金、西夏、大理四国实际总人口为一亿四千万人。
- 估计750年的阿拉伯帝国有人口3400万人。估计公元800年的阿拉伯帝国阿拔斯王朝有2860万人口。估计814年的法兰克帝国有人口1250万人。
- 世界人口在950年—1200年期间从2.5亿增加到4.04亿：1025年的东罗马帝国有1200万人口，1143年的东罗马帝国有1000万人口，1204年的东罗马帝国有900万人口。1200年时，宋、金、西夏、大理四国总人口约占当时世界的33.3%，中国人口从1083年的一亿增加到1120年的一亿一千八百八十万。

### 蒙古
- 1205年蒙古帝国首次入侵西夏到1227年灭西夏，1211年首次入侵金朝到1234年2月9日灭金，1231年开始侵宋，1235年全面侵宋，直到1279年二月九日完全消灭南宋。
- 窝阔台六年（1234年）2月9日，蒙古灭金。
- 窝阔台七年（1235年，乙未年），乙未籍户，籍得北方部分地区(燕京（今北京）、顺天（今河北保定）等三十六路)的人口为873,781户，4,754,975人。[65]
- 窝阔台八年(1236年)六月，完成中原户口的全部编籍工作，籍得人口110余万户
- 窝阔台八年(1236年)原金朝境内仅有110余万户，和1207年的841万户相比，只有1207年的13%多。
- 蒙哥二年(1252年)壬子籍户，籍得人口130余万户。
- 南宋境内人口大量消失主要发生在川陕四路地区。
- 元世祖至元十六年(1279年)，元军完全扑灭四川抗元势力后，在1280年的户口调查仅为15.5万余户，77.5万余人，只有蒙古入侵（1231年）川陕四路前的2.38%。
- 元世祖中统元年(1260年)籍到1,418,499户。[66]
- 元世祖至元七年(1270年)籍之原金朝境内较之于蒙哥二年(1252年)又增加30余万。
- 1260年1,418,499户。
- 1262年1,476,146户。
- 1263年1,579,110户。
- 1264年1,588,195户。
- 1265年1,597,601户。
- 1266年1,609,903户。
- 1267年1,644,030户。
- 1268年1,650,286户。
- 1269年1,684,157户。
- 1270年1,929,449户。
- 1271年1,946,270户。
- 1272年1,955,880户。
- 1273年1,962,795户。
- 1274年1,967,898户。
- 1275年4,764,077户。
- 1276年9,370,472户。
- 1290年13,196,206户。[67]
- 王育民认为蒙古国时期户口数据与距离实际差距较大，尚有驱口、匠户、流民等各色人没有纳入统计。

## 元
- 元世祖至元十一年（1274年）1,967,898户。
- 元世祖至元十三年（1276年）占领南宋临安城。据《元史类编》记载，至元十三年，有户15,788,941。这是见于记载的元代最高的户数记录。倘将《元史》本纪记载的至元十二年户数加上至元十三年阿术入奏新得户数，为14,134,549户，则该年实增加1,654,392户。
- 1275年的南宋人口1174万户。1207年金章宗泰和七年人口7,684,438戶，應是原金朝轄地人口銳減。

至元十四年（1277年）春正月，元军先后征服福建、成都府、潼川府、利州、夔州、广南东、广南西诸路。但这些路受降时的府、州、军户口数均失载，此后也不再有全国户口数的记录。直至14年以后，即至元二十七年（1290年），始见有全国户口记录，计户13,196,206，口58,834,711，尚不及至元十三年未取得福建等七路以前的数字，户口统计不实显而易见。
- 元世祖至元二十七年（1290年）13,196,206户，58,834,711人。其中原南宋境内有户11,840,800户，原金境内有1,355,406户。此次人口统计数据不包括西南各省的“山泽溪洞之民”。[68]考虑到云南，岭北，西藏等边疆地区的人口，现代学者吴松弟估计1290年实际人口有大约1500万户，超过75,000,000人。[69]现代学者赵文林、谢淑君估计，1290年元代的实际人口有大约75,306,000人。[70]
- 元世祖至元二十八年（1291年）13,430,332户。江淮和四川11,430,878户,内郡1,999,444户，59,848,964人，游食者429,118人，僧、尼213,148人[71],共计60,491,230人。户口统计本身就有一定误差，而且元代有很多人口不计入户口统计。现代学者赵文林、谢淑君估计，1291年元代的实际人口有大约76,496,000人。[72]
- 元世祖至元三十年（1293年）全国有14,002,760户[73]，无人口数记载，这个是《元史》记载的元代户口峰值。按照1291年的户口比例，加上1291年的游食者和僧、尼的人口数据，推算出人口总计为63,042,160人。户口统计本身就有一定误差，由于元代很多边疆地区不纳入人口统计，蒙古贵族军将们又有大量的私户，此外还有军户，匠户等均不纳入人口统计，考虑到以上种种因素，现代学者赵文林、谢淑君估计，1293年元代的实际人口有大约79,816,000人。[72]
- 虽然有元一代，元帝国最高统治阶层内部争夺皇位的斗争连绵不断，但是元代中后期，从1294年成宗即位到惠宗（顺帝）至正初年，尽管社会动荡不安，每年成百上千次人民起义，但是人口依然增长。参照《元史》本纪，从至大三年（1310年）到至正十二年（1352年），这四十一年间很多地区有关户口的零星记录，均比《元史·地理志》所记载的数据有明显的增长。[74]
- 元文宗至顺元年（1330年）全国有纳赋户13,400,699户[75]，无人口数记载，按照1291年的户口比例，加上1291年的游食者和僧、尼的人口数据，推算出人口总计为60,359,178人。因为统计的只是纳税户，很多非纳税户未计入，考虑到户口统计本身的误差以及元代很多边疆地区不纳入人口统计，又有大量的私户，以及军户，匠户等均不纳入人口统计，再考虑到1290年至1330年人口也一直在增长，根据现代学者吴松弟估计，1330年实际人口有大约1700万户，超过85,000,000人。[76]根据现代学者赵文林、谢淑君估计，1330年实际人口有大约84,873,000人。[72]
- 元惠宗至正元年（1341年），无户口数据记载，部分现代学者认为1341年为元代的实际人口峰值。根据现代学者吴松弟估计，1341年实际人口有大约1800万户，大约90,000,000人。[77]现代学者邱树森、王颋则认为元代实际人口峰值有1990万户，近90,000,000人。[78]现代学者葛剑雄认为，1341年实际人口超过85,000,000人。[79]
- 元惠宗至正十一年（1351年），无户口数据记载，有部分现代学者认为1351年为元代的实际人口峰值。现代学者赵文林、谢淑君认为1351年为元代的实际人口峰值。根据他们的估计，1351年实际人口有大约87,587,000人。[72]现代学者王育民认为1351年为元代的实际人口峰值，有大约27,650,000户，123,590,000人[80]
- 根据《元史·地理志》记载全国有13,867,219户，59,519,727人。未标明是具体哪一年的人口数据。其所记仅包括中书省及辽阳、河南、陕西、甘肃、江浙、江西、湖广、四川八个等处行中书省的数据，和林（岭北）及云南二个等处行中书省户口无记载。[81]
- 按照1290年的户口数据，平均每户人口只有4.458人，而按照1291年的户口数据，平均每户人口则只有4.456人，为何每户平均人口这么低，有资料认为，元朝廷在进行人口登记的时候，首先考虑的是财政收入，所以不交税的儿童、寡妇与年老体弱者是不必计算在内的（若都计算在内，每户平均人口就会多一点儿）。以金代为例，金朝的四次人口统计，每户平均人口在6.36-6.71人之间（《金史 食货志》），根据明洪武二十六年（1393年）的统计数据，每户平均人口为5.68人（《明史 食货志》）。在其他时期的户口统计中，每户平均人口一般都在5.5-6人左右。此外，在元代，蒙古诸王、贵族、军将的私属人口，比如驱口，投下户，怯怜口，打捕鹰房人户，这些人口是不纳入户口统计的。如果按照每户6人的标准进行计算，则1293年元代的人口在8,700万左右。

## 明朝
- 元惠宗至正年间（1341年—1370年）全国发生多次大规模的灾荒饥馑疾疫，包括黑死病的傳入，并最终促使红巾军起义爆发，造成期间人口大量死亡。明朝建立并逐步统一全国后，明太祖洪武年间的休养生息使得全国的农业在元代长期大规模战争而遭受极大破坏的背景下得到很大程度的恢复，加上洪武年间对淮河以北和四川的荒无人烟之地的移民和垦荒使得期间人口稳定成长。到明太祖洪武廿六年（1393年）《明史》中户口统计有6054万人，估计实际人口有6500万人，其中民户6175.0万，军户325.0万。北五省（北平、山西，山东、河南、陕西〕人口有1755万，占全国27%。其中山东最多，有5,462,850人，以下依次为山西（3,790,760人）、河南（2,825,300人）、陕西（2,646,450人）、北平（2,619,500人）。中五省（京师、浙江、江西、湖广、四川）人口总数为3380万，占全国52%。其中,京师（南直隶）有11,291,460人；人口密度最高的苏南太湖流域人口达6,320,300，平均每平方公里220人；其次为浙江，有9,959,270人；江西有7,260,000人，湖广有4,318,420人，四川最少，仅1,314,260人。南五省（福建、广东、广西、云南、贵州）总人口有1040万，占全国的16%。
- 明太祖洪武十四年（1381年）10,654,362户,59,873,305人，3.6677亿亩[82]
- 明太祖洪武二十六年（1393年）10,652,870户，60,545,812人[83]。（注：这是除开华北大部分地区外的调查数据，今学者估计实际人口达到65,000,000人。）
- 明成祖永乐元年（1403年）11,415,829户，66,598,337人。
- 明成祖永乐二年（1404年）9,685,020户，50,950,470人。
- 明成祖永乐七年（1409年）征服安南并收入疆域，增户310余万；倘按每户五口计，当增1,550余万口。
- 明成祖永乐八年（1410年）960万余户，5,179万余人。
- 明宪宗成化十五年（1479年）9,210,690户，71,850,132 人。[84]（注：此为官方统计的人口峰值）
- 明孝宗弘治四年（1491年）9,113,446户,53,281,158人[85]
- 明孝宗弘治十五年（1502年）10,409,788户，50,908,672人，4.228亿亩。[86]
- 明孝宗弘治十七年（1504年）10,508,935户，60,105,835人。
- 明武宗正德元年（1506年）9,151,173户，46,802,050人。
- 明神宗万历六年（1578年）10,621,436户，60,692,856人。[87]
- 明神宗万历三十年（1602年）10,030,241户，口男妇56,305,050，官民田地1,161,894,881 。[88]
- 明光宗泰昌元年（1620年）9,835,426户，51,655,459人，7.4393亿亩。[89]
- 明熹宗天啟六年（1626），丁數51,655,459人；真實人口數：99,873,000人。[90]
- 明愍帝崇禎三年（1630），192,500,000人（曹树基《中國人口史．第五卷》）[91]。
- 明愍帝崇禎十三年（1640），130,000,000（安格斯·麦迪森《中国经济的长期表现，公元960-2030年》）
- 明愍帝崇禎十七年（1644），152,500,000人（曹树基《中國人口史．第五卷》）。

关于明朝人口的峰值，現代学者普遍认为在明朝后期，但由于明朝户籍人口数据是地方官员刻意维持明初人口数据的结果 ，因此具体时间则分歧很大，人口具体数据也分歧很大。赵文林、谢淑君认为，1626年明朝人口峰值，实际人口有大约99,873,000人 。此外，以下又有幾派的看法：
王育民认为，万历年间明朝人口峰值，实际人口在130,000,000人至150,000,000人之间 。
葛剑雄认为，1600年明朝实际人口大约197,000,000人，明朝人口峰值接近2亿 。
曹树基认为，1630年明朝人口峰值，实际人口大约192,510,000人，1644年实际人口大约有152,470,000人。
英国经济学家安格斯·麦迪森的观点是，明神宗中期的1580-1590年间，明朝人口达到峰值，实际人口大约162,000,000人，此后一直呈下降趋势。1640年实际人口大约130,000,000人。1650年实际人口大约123,000,000人。1660年实际人口大约135,000,000人。
隆庆年间美洲高产作物传入中国后开始在华南地区普及和推广，万历中兴后到万历四十八年（1620年），有学者认为实际人口估计达到1.5亿人。崇祯元年（1628年）到清世祖顺治十八年（1662年），在这个期间爆发的饥荒、农民起义、旱灾、水灾、蝗灾、鼠疫、天花以及清軍等在各地進行了大規模屠殺，造成很多地方人口損失。

## 清朝
- 清世祖順治三年（1646）：88,486,000人（赵文林、谢淑君《中國人口史．第五卷》）[90]
- 清世祖順治七年（1650）：123,000,000人（安格斯·麦迪森《中国经济的长期表现，公元960-2030年》）
- 清世祖順治十七年（1660）：135,000,000人（安格斯·麦迪森《中国经济的长期表现，公元960-2030年》）
- 清世祖順治十八年（1661）：91,178,000人（赵文林、谢淑君《中國人口史．第五卷》）[90]
- 清圣祖康熙元年（1662年）：91,791,000（曹樹基《中國人口史．第五卷》）[96]
- 清圣祖康熙三年（1664年）：92,648,000[97]
- 清世宗雍正二年（1724年）：126,110,000[98]
- 清高宗乾隆六年（1741年）：143,411,559[99]
- 清高宗乾隆十六年（1751年）：181,810,000[99]
- 清高宗乾隆二十九年（1764年）：205,500,000[99]
- 清高宗乾隆四十一年（1776年）：208,095,795[99]
- 清高宗乾隆五十五年（1790年）：301,487,115[99]
- 清仁宗嘉庆十年（1805年）：332,181,403
- 清仁宗嘉庆十五年（1810年）：340,000,000
- 清仁宗嘉庆十七年（1812年）：360,000,000
- 清仁宗嘉庆二十五年（1820年）：383,100,000
- 清宣宗道光十四年（1834年）：401,008,574[100]
- 清宣宗道光二十年（1844年）：412,814,828[101]
- 清宣宗道光三十年（1850年）：430,000,000
- 清文宗咸丰元年（1851年）：432,160,000（一说：436,100,000人）
- 清文宗咸丰元年（1851年）太平天国起事；咸丰三年（1853年）捻军起事；清穆宗同治元年（1862年）西北穆斯林祸乱造成期间全国的大量人口死亡。
- 清德宗光绪八年（1882年）：402,680,000[102]
- 清德宗光绪三十一年（1905年）：426,000,000[103]
- 清逊帝宣统三年（1912年）户口调查统计有92,699,185户。

有說法認為18世纪时的清代人口得到很大成长的一个重要原因是来自美洲的高产作物的大规模推广种植和普及，造成大量山地被开发，粮食总产量大幅增加，然而據歷史地理研究所教授侯楊方指出，在清朝中期玉米、番薯的產量合計僅占全國糧食產量的4.63%，美洲作物對清朝人口巨量增長並突破2億、3億直至4億的作用並不重要，清朝中國數億人口的主要糧食仍然是傳統作物；另一个重要原因是税制改革，摊丁入亩后人民不再藏匿人口。清仁宗嘉庆二十五年（1820年）时全国有3.831亿人，其中南方占71.4%，北方占28.6%。人口超过两千万的有江苏、安徽、山东、河南、浙江、江西、湖北、四川、广东；不足两千万的有直隶、湖南、福建、山西、陕西、甘肃；不到1000万的有云南、贵州。人口最密集的地区有太湖平原、长江流域、大运河沿线。

## 近現代

### 中华民国大陆时期
在中華民國建國之前，最近一次人口普查是清宣統人口普查，其質量比起1912年中華民國人口普查好得多。
- 1912年中華民國人口普查：411,643,000（由陳長衡1934年修訂）.[106]
- 1928年中華民國人口普查：474,786,000.[106]
- 1936年中華民國人口普查：479,085,000.[106]
- 1947年中華民國人口普查：457,111,000.[106]

### 中华人民共和国时期

#### 20世紀
- 第一次全国人口普查，1953年7月1日，全国人口601,912,371人。
- 第二次全国人口普查，1964年7月1日，全国人口694,580,000人。
- 第三次全国人口普查，1982年7月1日，全国人口1,008,180,000人。
- 第四次全国人口普查，1990年7月1日，全国人口1,133,680,000人。

#### 21世纪
- 根据第五次全国人口普查，2000年11月1日零时，全国人口1,245,110,826人。
- 2005年全国人口1%抽样调查，估计在调查时的11月1日全国人口有1,006,280,000人。
- 2009年9月28日，估计中华人民共和国有1,333,220,000人。
- 根据第六次全国人口普查，2010年11月1日零时，全国人口1,370,536,875人。
- 根据第七次全国人口普查，2020年11月1日零时，全国人口1,443,497,378人。
- 2023年1月，官方公佈2022年全国人口141175万人，比上年末减少85万人[107]，人口出现自1962年以来[108]、近61年来的首次负增长[109]。2023年則減少208萬人。